# Loch Arklet
Loch Arklet ist ein aufgestauter See in Schottland.

## Geographie
Der etwa 3,6 km lange und 650 m breite See liegt inmitten des Loch-Lomond-and-the-Trossachs-Nationalparks in der Council Area Stirling zwischen den Seen Loch Katrine und Loch Lomond. Die nächstgelegene größere Ortschaft ist das rund 19 km südöstlich gelegene Aberfoyle. Verschiedene Bergbäche von den umliegenden Hängen speisen den See, von denen der Corriearklet Burn der größte ist. Loch Arklet nimmt eine Fläche von etwa 2,20 km2 ein. Bei vollem Speicher beträgte die maximale Tiefe des Loch Arklet 20,4 Meter, während die mittlere Tiefe 7,4 Meter beträgt. Sein 18,32 km2 umfassende Einzugsgebiet besteht zu rund 50 % aus Grasflächen und rund 30 % aus Heideland. Grundwasser macht 12 % aus. Der Umfang des auf 146 Metern befindlichen Sees beträgt zehn Kilometer. Am kurzen Westufer entwässert Loch Arklet über das Arklet Water in den Loch Katrine.

## Geschichte
Zur Wasserversorgung der wachsenden Stadt Glasgow wurde im Jahre 1855 mit dem Bau einer Wasserleitung zwischen Loch Katrine und der Stadt begonnen. Königin Viktoria eröffnete das Bauwerk am 14. Oktober 1859 feierlich. Infolge des gestiegenen Wasserbedarfs wurde das System 1885 erweitert. Um das Volumen von Loch Katrine weiter zu erhöhen, wurde zwischen 1909 und 1914 Loch Arklet aufgestaut. Dabei wurde das Wasserniveau von Loch Arklet um 6,7 m angehoben. Über den 320 m langen Staudamm wird der Zufluss des Arklet Waters in den Loch Katrine reguliert. Der Staudamm mit den zugehörigen Installationen ist als Denkmal der höchsten schottischen Denkmalkategorie A geschützt.